# Intel Pentium OverDrive
L'Intel Pentium OverDrive è un microprocessore monolitico general purpose x86 dell'Intel Corporation prodotto e commercializzato a partire dal 1995. In particolare è una variante dei microprocessori Intel Pentium destinata all'aggiornamento dei computer che utilizzano i microprocessori Intel i486SX, Intel i486SX2, Intel i486DX, Intel i486DX2 e Intel Pentium. Aggiornamento che ha come fine l'aumento delle prestazioni del computer.
Predecessore dell'Intel Pentium OverDrive è stato l'Intel OverDrive. Successore dell'Intel Pentium OverDrive è stato l'Intel Pentium II OverDrive.

## Descrizione
Sono state prodotte e commercializzate diverse versioni dell'Intel Pentium OverDrive. Tutte le versioni sono state progettate per essere montate su socket. Per quanto riguarda invece il package, tutte le versioni utilizzano il CPGA, anche se in tre varianti differenti per numero di pin: 234, 273 o 320.

## Versioni
La tabella sottostante mostra le principali differenze tra le versioni dell'Intel Pentium OverDrive. In particolare di ogni versione viene riportato il part number, la frequenza di clock del core e del Front-Side Bus, l'implementazione dell'instruction set MMX e il numero di piedini presenti nel package.
| part number  | frequenza | frequenza | MMX | pin |
| part number  | core      | FSB       | MMX | pin |
| ------------ | --------- | --------- | --- | --- |
| PODP5V63     | 63 MHz    | 25 MHz    | no  | 234 |
| PODP5V83     | 83 MHz    | 33 MHz    | no  | 234 |
| PODP5V120    | 120 MHz   | 60 MHz    | no  | 273 |
| PODP5V133    | 133 MHz   | 66 MHz    | no  | 273 |
| PODP3V125    | 125 MHz   | 50 MHz    | no  | 320 |
| PODP3V150    | 150 MHz   | 60 MHz    | no  | 320 |
| PODP3V166    | 166 MHz   | 66 MHz    | no  | 320 |
| PODPMT60X150 | 150 MHz   | 60 MHz    | sì  | 320 |
| PODPMT66X166 | 166 MHz   | 66 MHz    | sì  | 320 |
| PODPMT60X180 | 180 MHz   | 60 MHz    | sì  | 320 |
| PODPMT66X200 | 200 MHz   | 66 MHz    | sì  | 320 |